# Confederation of European Forest Owners
Confederation of European Forest Owners, CEPF (Conféderation Européenne des Propriétaires Forestiers), är ett paraplyorgan för nationella skogsägarorganisationer i EU. Organisationen grundades 1996 och representerar mer än 42 procent av den enskilt ägda skogen eller mer än 16 miljoner skogsägare i de 23 medlemsländerna.
CEPF ser som sin främsta uppgift att driva de europeiska skogsägarnas intressen inom EU. CEPF har bland annat skapat ett gemensamt handlingsprogram för de nationella medlemsorganisationerna för att uppnå balans mellan skogsägarnas intressen och samhällets intressen i synen på skogen. Frågor som CEPF driver är bland annat landsbygdsutveckling, klimatförändring, biologisk mångfald, ökat användande av trä samt forskning och utveckling.